# Clozee
CloZee est le pseudonyme de Chloé Herry, compositrice et instrumentiste française de musique électronique,.

## Biographie
Chloé Herry a grandi à Toulouse. Son aventure musicale commence avec la guitare classique à l'âge de 11 ans.
C'est lorsqu'elle cherche à enregistrer ses propres compositions à la guitare qu'elle découvre FL Studio. Plus elle découvre les possibilités offertes par le logiciel, plus ses productions s’enrichissent de sons électroniques.
En 2012, elle publie ses premiers sons sous le pseudonyme CloZee. Son 1er EP Dubious parait chez un petit label londonien Neuroplastic Record. Elle fait ses premières dates en France, tout en passant un BTS audiovisuel à Biarritz.
En 2014, elle remporte la récompense de la meilleure découverte internationale aux UK Glitch Hop Awards. Elle est repérée par des labels spécialisés (Gravitas Recordings, Otodayo Records, Glitch-Hop Community...) avec lesquels elle sortira plusieurs EPs et singles qu’elle réalisera elle-même. Parallèlement, elle multiplie les remixes et les collaborations notamment avec Scarfinger avec qui elle sortira plusieurs EPs sous le nom CloZinger. Elle composera également des musiques de films pour OckeFilms.
En 2015, le single Koto atteint plus de 2 millions de flux sur Spotify. Depuis, elle se produit beaucoup à l'international notamment aux États-Unis où elle rencontre un franc succès, la scène bass music y étant largement plus représentée. Elle partage régulièrement l'affiche d’artistes comme Bonobo, Gramatik, Pretty Lights ou encore DJ Shadow.
CloZee sort l'album Evasion en octobre 2018, celui-ci rentre en 11e position du Billboard chart dans la catégorie meilleure vente d'album Dance/Electronic à sa sortie. Elle cumule alors plus de 50 millions de streams et 350 dates de concert. Fip Radio la présente comme « l'une des figures de proue de la nouvelle scène électronique française ».
En 2019, elle fait partie avec Jain, Dj Snake, FKJ ou Gesaffelstein des 11 artistes français programmés au festival Coachella. Elle est également annoncée dans la programmation du Dour Festival, des Eurockéennes de Belfort et du festival Lollapalooza.
En 2023, elle participe de nouveau au Dour Festival.

## Discographie

### Compositions solo

#### Albums
- 2012 : OckeFilms Soundtrack
- 2018 : Evasion, Midnight Escape Records & Gravitas Recordings
- 2020 : Neon Jungle, Gravitas Recordings
- 2023 : Microworlds[20]

#### EPs
- 2012 : Dubious, NeuroPlastic Records
- 2013 : The Poetic Assassin, Gravitas Recordings
- 2013 : Break Lab (OckeFilms Soundtracks)
- 2014 : Larcin, Waxhole Records
- 2014 : Falcon, Otodayo Records
- 2014 : Departure (OckeFilms Soundtracks)
- 2014 : Inner Peace, Glitch Hop Community
- 2015 : Revolution, Gravitas Recordings
- 2017 : Harmony, Gravitas Recordings

#### Singles
- 2012 : Jafump T, NeuroPlastic Records
- 2015 : Better, Symphonic Distribution
- 2015 : Millions Die, No One Cries, Beats Hotel Records
- 2015 : Koto, Otodayo Records
- 2015 : Red Forest, Otodayo Records
- 2015 : Get Up Now, Otodayo Records
- 2015 : On The Riverbank, Virtus In Sonus III, Gravitas Recordings
- 2016 : Arena, Global Glitch Volume II, Street Ritual
- 2016 : Diabólico, Soul Machinist Compilation, The French Touch Connection

### Collaborations
- 2013 : CloZinger - The Bandits
- 2014 : CloZinger - Just Sayin’
- 2015 : CloZinger - Ovation EP
- 2015 : CloZinger - Breathe
- 2015 : CloZinger - Happiness
- 2015 : CloZee & AD SEDIKI - Roll With It
- 2016 : CloZinger - Sinking EP
- 2016 : CloZee & Psymbionic - Biohackers
- 2016 : CloZee & VOLO - Soul Search, Otodayo Records
- 2016 : CloZee & Laura Hahn - The Experience
- 2016 : CloZee & Cristina Soto - Ghost Of Me, Gravitas Recordings
- 2018 : CloZee & Liquid Stranger - Ceremony, Wakaan
- 2019 : CloZee & Balkan Bump - Varshaver
- 2019 : CloZinger - Royal EP

### Remixes
- 2014 : Koloto - Antares  (CloZee Remix)
- 2015 : The Geek x Vrv - Believe In Me (CloZee Remix), All Good Records
- 2015 : David Starfire - Soma Dreams (CloZee Remix)
- 2015 : Random Rab & Lapa - 39 Circles (CloZee Remix), Abandon Building
- 2015 : Gaszia & RoboCLIPS - Building Forts (CloZee Remix), DAMN SON!
- 2016 : Electrocado feat. Circuit Bent - Speedle (CloZee Remix)
- 2016 : Wildlight - Rain (CloZee Remix), Jumpsuit Records
- 2016 : Drishti Beats - Journey (CloZee Remix)
- 2016 : Of The Trees - Dream Atlas (Clozee Remix)
- 2016 : Ratatat - Loud Pipes (CloZee Remix)
- 2017 : ATYYA - Ancestors Speak (CloZee Remix)
- 2017 : RJD2 - Ghostwriter (CloZinger Remix)
- 2017 : Tor - Two Suns (CloZee Remix), Loci Records
- 2017 : Desert Dwellers - Saraswati's Twerkaba (CloZee & LuSiD Remix), Desert Trax
- 2017 : Tha Trickaz - Heritage (CloZee Remix), Otodayo Records
- 2018 : Senbeï - Lucy (CloZee Remix)
- 2018 : Barbatuques - Kererê (CloZee Remix)
- 2018 : Barbatuques - Baiana (CloZee Remix)
- 2018 : Apashe ft. Wasiu - Majesty (CloZee Remix), Kannibalen Records
- 2019 : Axel Thesleff - Eco (CloZee Remix), Khatru Music